# Bloudkova Velikanka

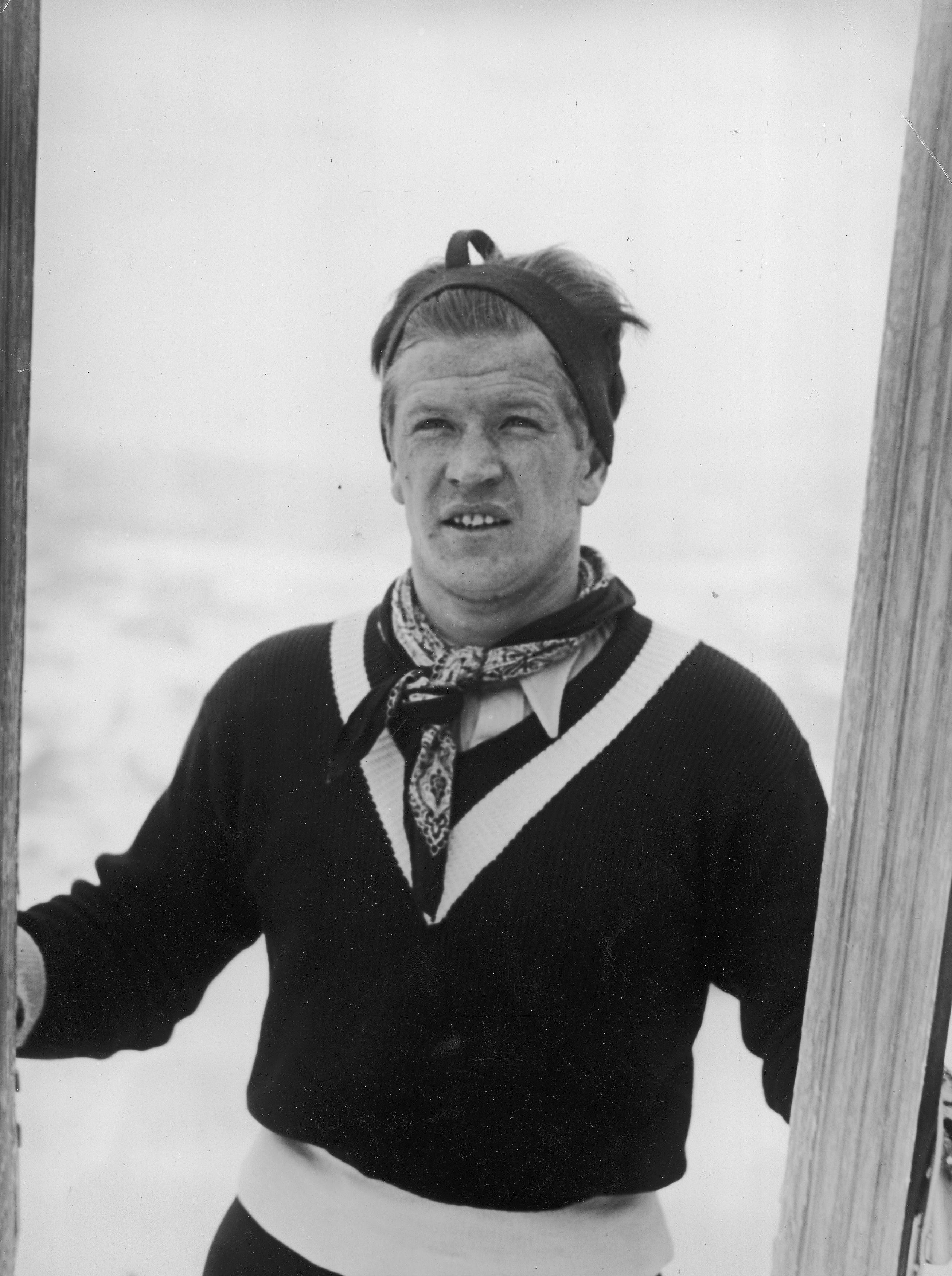
Birger Ruud från Norge satte första världsrekordet (92 meter) i Velikanka 1934.

Bloudkova Velikanka, officiellt: Velika Rožman/Bloudkova skakalnica (Rožman/Bloudeks stora backe), tidigare kallad Velikanka (Stora backen), är en hoppbacke i Planica i Slovenien. Den var världens första skidflygningsbacke. Backen har K-punkt 120 meter och backstorlek (Hill Size) 130 meter. Backen är uppkallad efter konstruktörerna Stane Rožman och Stanko Bloudek.

## Historia
Konstruktören Stanko Bloudek började 1931 planlägga världens största hoppbacke. Efter tre år med byggarbeten restes backen och invigdes 23 mars 1934. Birger Ruud från Norge hoppade 92 meter under invigningstävlingen, vilket var nytt världsrekord. De närmaste åren blev nästan alla världsrekord satta i Velikanka. Sepp Bradl från Österrike hoppade som första backhoppare i världen över 100 meter i backen då han hoppade 101 meter 15 mars 1936. 1941 förbättrades världsrekordet till 118 meter, satt av Rudi Gering (etnisk tjeck, men tävlade för Tyskland efter annekteringen av Sudetenland). Efter andra världskriget renoverades och ombyggdes backen under ledning av Stanko Bloudek och användes i skidflygningsveckor 1947 och 1948. Det sattes dock bara ett nytt världsrekord i Velikanka efter andra världskriget. Fritz Tschannen från Schweiz hoppade 120,0 meter under skidflygningsveckan 1948.
Under 1950-talet fick Velikanka konkurrens från bland annat Heini Klopfer-backen i Oberstdorf i dåvarande Västtyskland. Senare tillkom också skidflygningsbacken Kulm i Bad Mitterndorf i Österrike ock även Vikersundbacken i Norge. Velikanka kunde inte ombyggas och göras större där den låg. Av den orsaken byggdes en ny backe i Planica. Backen konstruerades av bröderna Janez och Lado Gorišek och öppnades 1969. Den nya, större skidflygningsbacken övertog namnet Velikanka (numera Letalnica bratov Gorišek, oftast kallad bara Letalnica) och den gamla backen omdöptes till Bloudkova Velikanka (Bloudeks stora backe). Bloudkova Velikanka användes sedan som stor backe och bland annat världscuptävlingar arrangerades i backen mellan 1980 och 1998. Sedan stängdes backen och 2001 rasade tornet samman. En normalbacke, (Normalna Bloudkova skakalnica eller Skakalnica Stano Pelan) med K-punkt 90 meter låg vid sidan om Bloudkova Velikanka, men är också stängd och demonterad.
Planica konkurrerar om att få arrangera Skid-VM 1917. Planer finns att renovera backarna i Planica och bygga en längdåkningsarena i anknytning till backarna. Planica Nordic Center är tänkt som arena om Planica tilldelas Skid-VM 2017.

## Backrekord
Första backrekordet i Velikanka sattes 4 februari 1934 av Franc Palme då han hoppade 55 meter under invigningen av backen. Tävlingen gällde som jugoslaviskt mästerskap. Sista världsrekordet i backen sattes av Noriaki Kasai från Japan under världscupdeltävlingen 22 mars 1998. Han hoppade då 147,5 meter.

## Världsrekord i Velikanka
| Datum        | Namn               | Längd |
| ------------ | ------------------ | ----- |
| 25 mars 1934 | Birger Ruud        | 92 m  |
| 1935         | Reidar Andersen    | 93 m  |
| 1935         | Stanisław Marusarz | 95 m  |
| 1935         | Reidar Andersen    | 98 m  |
| 1935         | Reidar Andersen    | 99 m  |
| 15 mars 1936 | Sepp Bradl         | 101 m |
| 1938         | Sepp Bradl         | 107 m |
| 1941         | Rudi Gering        | 108 m |
| 1941         | Rudi Gering        | 118 m |
| 1948         | Fritz Tschannen    | 120 m |

## Viktiga tävlingar
| Datum            | Vinnare                                                                | Andra plats                                                             | Tredje plat                                                            | Tävling        |
| ---------------- | ---------------------------------------------------------------------- | ----------------------------------------------------------------------- | ---------------------------------------------------------------------- | -------------- |
| 22 mars 1980     | Hubert Neuper, Österrike                                               | Armin Kogler, Österrike                                                 | Hans Millonig, Österrike                                               | Världscup      |
| 22 mars 1981     | Dag Holmen-Jensen, Norge                                               | Armin Kogler, Österrike                                                 | Alfred Groyer, Österrike                                               | Världscup      |
| 28 mars 1982     | Ole Bremseth, Norge                                                    | Hubert Neuper, Österrike                                                | Massimo Rigoni, Italien                                                | Världscup      |
| 27 mars 1983     | Primož Ulaga, Jugoslavien                                              | Horst Bulau, Kanada                                                     | Richard Schallert, Österrike                                           | Världscup      |
| 25 mars 1984     | Pavel Ploc, Tjeckoslovakien                                            | Vegard Opaas, Norge                                                     | Piotr Fijas, Polen                                                     | Världscup      |
| 23 mars 1986     | Ernst Vettori, Österrike                                               | Andreas Felder, Österrike                                               | Matti Nykänen, Finland                                                 | Världscup      |
| 27 mars 1988     | Primož Ulaga, Jugoslavien                                              | Rajko Lotrič, Jugoslavien                                               | Didier Mollard, Frankrike                                              | Världscup      |
| 26 mars 1989     | Jens Weissflog, Östtyskland                                            | Kent Johanssen, Norge                                                   | Andreas Felder, Österrike                                              | Världscup      |
| 24 mars 1990     | Roberto Cecon, Italien                                                 | Ari-Pekka Nikkola, Finland                                              | Jens Weissflog, Östtyskland                                            | Världscup      |
| 25 mars 1990     | Ari-Pekka Nikkola, Finland                                             | Dieter Thoma, Västtyskland                                              | Primož Ulaga, Jugoslavien                                              | Världscup      |
| 28 mars 1992     | Österrike Andreas Felder Martin Höllwarth Werner Rathmayr Heinz Kuttin | Tyskland Christof Duffner Andreas Scherer Ralph Gebstedt Jens Weissflog | Finland Ari-Pekka Nikkola Toni Nieminen Raimo Ylipulli Risto Laakkonen | Världscup, lag |
| 29 mars 1992     | Andreas Felder, Österrike                                              | Heinz Kuttin, Österrike                                                 | Toni Nieminen, Finland                                                 | Världscup      |
| 27 mars 1993     | Japan Masahiko Harada Noriaki Kasai Takanobu Okabe Naoki Yasuzaki      | Norge Roar Ljøkelsøy Bjørn Myrbakken Helge Brendryen Espen Bredesen     | Slovenien Robert Meglič Matjaž Zupan Urban Franc Samo Gostiša          | Världscup, lag |
| 28 mars 1993     | Espen Bredesen, Norge                                                  | Andreas Goldberger, Österrike                                           | Christof Duffner, Tyskland                                             | Världscup      |
| 12 december 1993 | Jens Weissflog, Tyskland                                               | Andreas Goldberger, Österrike                                           | Espen Bredesen, Norge                                                  | Världscup      |
| 9 december 1995  | Finland Jani Soininen Mika Laitinen Ari-Pekka Nikkola Janne Ahonen     | Japan Jin’ya Nishikata Kenji Suda Hiroya Saitō Masahiko Harada          | Norge Espen Bredesen Eirik Halvorsen Roar Ljøkelsøy Lasse Ottesen      | Världscup, lag |
| 10 december 1995 | Mika Laitinen, Finland                                                 | Roar Ljøkelsøy, Norge                                                   | Janne Ahonen, Finland                                                  | Världscup      |
| 21 mars 1998     | Kazuyoshi Funaki, Japan                                                | Primož Peterka, Slovenien                                               | Hiroya Saitō, Japan                                                    | Världscup      |
| 22 mars 1998     | Noriaki Kasai, Japan                                                   | Hiroya Saitō, Japan                                                     | Martin Höllwarth, Österrike                                            | Världscup      |